# Deltochilum viridicupreum
Deltochilum viridicupreum là một loài bọ cánh cứng trong họ Bọ hung (Scarabaeidae).